# Абу Умар Мухаммед ас-Сайяф
Абу́ У́мар Муха́ммед ас-Сайя́ф (год рождения неизвестен, Саудовская Аравия — 11 июля 2001, Майртуп, Курчалоевский район, Чечня) — арабский террорист, один из лидеров вооружённых формирований чеченских сепаратистов в 1994—2001 годах. Один из самых известных помощников Хаттаба. Подготовил исполнителей для осуществления ряда террористических актов, в том числе взрывов жилых домов в российских городах (Буйнакске, Москве и Волгодонске) в сентябре 1999 года.

## Биография
Окончил религиозные учебные заведения Иордании и Саудовской Аравии. В начале 1990-х приехал в Чечню. В Первую чеченскую войну возглавлял небольшую группу боевиков в составе отрядов Хаттаба, которая подрывала фугасами колонны российских войск, минировала расположения воинских частей и блокпосты. Во время нападения на городок 136-й мотострелковой бригады в декабре 1997 года Абу Умар подорвался на мине и потерял ногу.

Вопрос: Вам известно, кто отдавал приказ совершить акты терроризма в сентябре 1999 года? 

Ответ: Непосредственно мне такой приказ отдавал Абу Умар, а ему, насколько я знаю — Хаттаб. Абу Умар подчинялся непосредственно Хаттабу и ничего бы не делал без его приказа.— Из протокола допроса Адама Деккушева 26.07.2002
Совместно с Хаттабом и Абу Джафаром открыл в Чечне диверсионно-террористический центр «Кавказ» по подготовке террористов, расположенный на окраине Сержень-Юрта. Взрывное дело лично преподавал Абу-Умар. Среди сотен выпускников этого центра были Денис Сайтаков, Ачимез Гочияев и другие организаторы взрывов жилых домов в российских городах в сентябре 1999 года. Другая террористическая группа, подготовленная Абу Умаром, осуществила серию терактов во Владикавказе, Минеральных Водах, Пятигорске и Невинномысске в 2000—2001 годах.
Шамсуддин Батукаев вспоминал, как после издания Зелимханом Яндарбиевым указа о замене светских судов шариатскими Абу-Умар заявил, что довольно быстро сумеет подготовить «шариатских судей даже из тех, кто не владеет арабским языком».
Являлся заместителем Абу Джафара.
Убит в июле 2001 года при оказании вооружённого сопротивления в ходе спецоперации сотрудниками Центра специального назначения ФСБ. На момент уничтожения возглавлял диверсионную группу численностью около 20 боевиков. Наряду с Шамилем Басаевым и Хаттабом указывался в числе наиболее влиятельных главарей боевиков.
В одном из своих последних интервью указывал, что смертные приговоры в отношении Бориса Ельцина и других бывших и действующих лидеров России, развязавших войну в Чечне, не имеют срока давности для исполнения.
Российский суд посмертно признал его одним из заказчиков террористических актов в Буйнакске, Москве и Волгодонске в 1999 году.